# 내산 이익태 묘
내산 이익태 묘는 충청남도 부여군 내산면 금지리에 있는, 제주목사와 승정원 우부승지를 지낸 야계 이익태(1633~1704)의 무덤이다. 2020년 4월 3일 부여군의 향토문화유산 제153호로 지정되었다.

## 지정 사유
제주목사와 승정원 우부승지를 지낸 야계 이익태(1633~1704)의 묘는 부여지역에 있는 조선시대 후기 사대부의 무덤으로서 그 조성시기(1705)가 명확하며, 묘역을 구성하고 있는 석물들의 보존상태 또한 양호하여 부여군 향토문화유산으로 지정되었다.

## 같이 보기
- 이익태